# Ulf Harendarski
Ulf Harendarski ist ein deutscher Germanist.

## Leben
Nach der Promotion in Oldenburg 2001 und der Habilitation 2009 in Bremen lehrt er als Professor für germanistische Sprachwissenschaft, Pragmatik und Didaktik der deutschen Sprache in Flensburg.
Seine Forschungsgebiete sind germanistische Sprachwissenschaft, linguistische Pragmatik, Sprachtheorie, Sprachphilosophie (Sprache-Denken-Wirklichkeit), Mediensemiotik und Didaktik der Sprach- und Grammatikvermittlung sowie Unterrichtskommunikation.

## Schriften (Auswahl)
- mit Klaus Gloy: Vom Zeichenlesen. Eco sprachwissenschaftlich kommentiert. Aachen 1996, ISBN 3-928089-12-9.
- Widerstreit ist zwecklos. Eine semiotische Untersuchung zum Diskurs „Entführt von Außerirdischen“. Tübingen 2003, ISBN 3-8233-6011-6.
- Indexikalität, Inferenz und Sprachtheorie. Am Beispiel betrieblicher Selbstdarstellungen. Wien 2012, ISBN 3-643-11750-7.
- als Herausgeber mit Anne Reichold: Kommunikation, Inferentialismus und Semiotik. Robert B. Brandoms „Expressive Vernunft“. Tübingen 2016, ISBN 3-95809-663-8.
- als Herausgeber: Reden über Andere. Diskursive Konstitutionen von Subjektpositionen und Personalität. Tübingen: Stauffenburg. 2021. ISBN 3958091636